# Phaea mirabilis
Phaea mirabilis es una especie de escarabajo longicornio del género Phaea, tribu Tetraopini, subfamilia Lamiinae. Fue descrita científicamente por Bates en 1874.

## Descripción
Mide 10-20 milímetros de longitud.

## Distribución
Se distribuye por Costa Rica, Guatemala, México y Nicaragua.